# Burg Klein-Frankreich
Klein-Frankreich, vormals auch Thurm Frankreich genannt, ist die Ruine des Vorwerks einer mittelalterlichen Burg im südlichen Pfälzerwald, dem deutschen Teil des Wasgaus, im Landkreis Südwestpfalz in Rheinland-Pfalz. Ab dem Übergang vom Mittelalter zur Neuzeit gehörte sie als ergänzende Befestigung zur nahegelegenen Burg Berwartstein.

## Geographie

### Lage

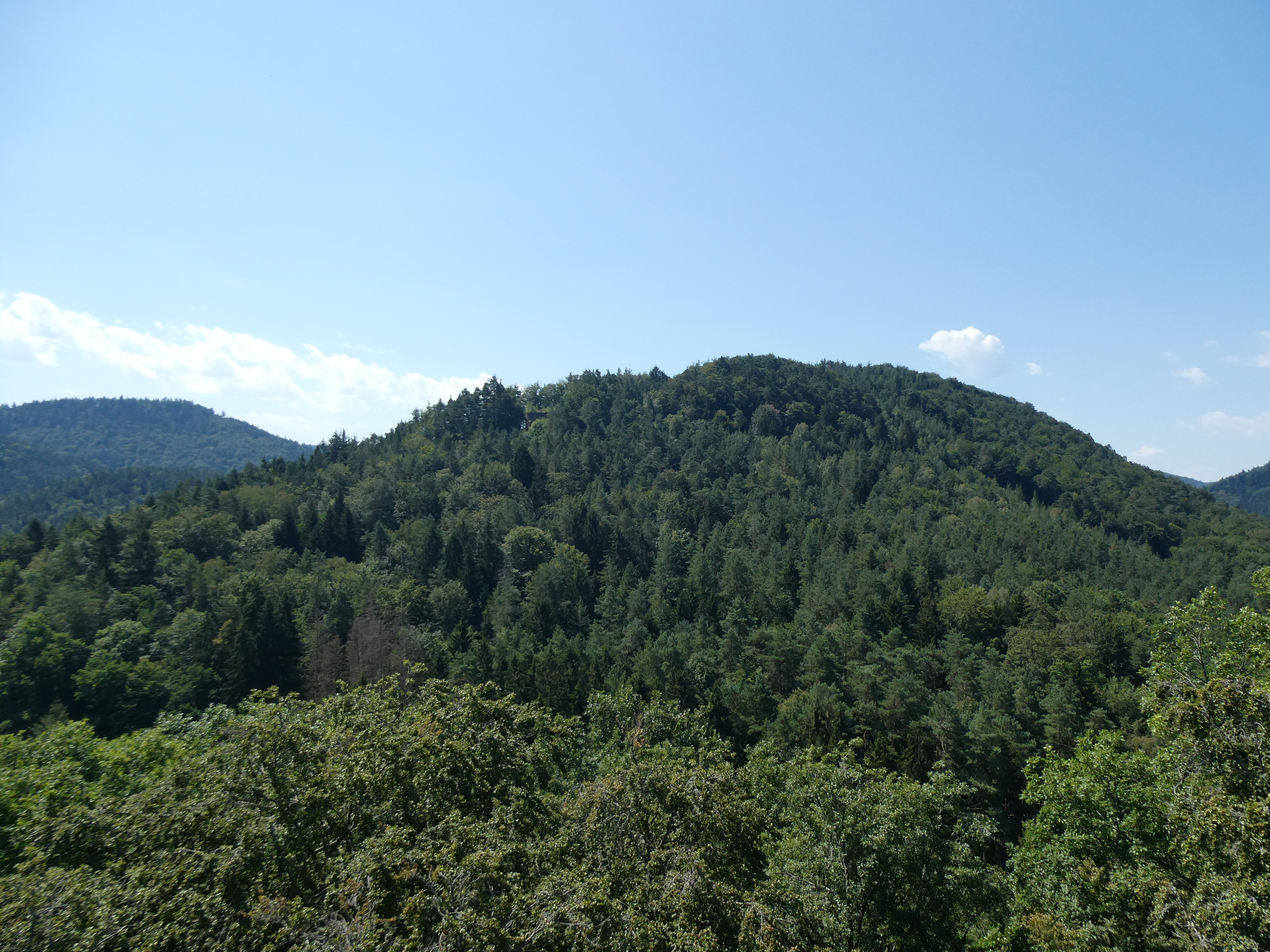
Nestelberg vom Berwartstein aus

Die Burg steht im Dahner Felsenland oberhalb der Gemeinde Erlenbach auf einer Höhe von 322 m ü. NHN auf der nordöstlichen Hangseite des Nestelbergs, dessen 1 km langer Rücken mit dem 401,5 m hohen Gipfel sich von Südwest nach Nordost erstreckt.
In Luftlinie 370 m nördlich, jenseits eines sattelförmigen Seitentals, steht rund 50 m tiefer auf 276 m Höhe die Hauptburg Berwartstein. Im Westen, an der Abzweigung vom Haupttal, das von der Aue des Erlenbachs gebildet wird, ist das Seitental muldenartig verbreitert; nach Osten, zum Sattel zwischen Burg und Vorwerk, steigt es um etwa 50 m an.

### Erreichbarkeit
Weil die letzte Wegstrecke über Waldwege führt, die nicht für den öffentlichen Kraftfahrzeugverkehr freigegeben sind, kann Klein-Frankreich im Gegensatz zur Hauptburg nicht mit Kraftfahrzeugen erreicht werden. Die Anfahrt erfolgt von Dahn aus über die Bundesstraße 427 (Richtung Bad Bergzabern), die Landesstraße 490 (Richtung Niederschlettenbach) und die Kreisstraße 50 (Richtung Berwartstein). Doch statt nach rechts oben zum Berwartstein abzubiegen, ist auf der K 50 noch etwa 150 m geradeaus – am Ostrand des „Leichenfeldes“ entlang – weiterzufahren, wo das Fahrzeug am Straßenrand abzustellen ist. Von dort aus gelangt man zu Fuß über etwa 500 m Waldwege hinauf zum rund 70 m höher gelegenen Vorwerk.

## Burganlage
Recht gut erhalten ist der Stumpf eines großen Batterieturms von 14 m Durchmesser und ursprünglich ebensolcher Höhe. Seine Mauerstärke beträgt 3,20 m; die Steinquader weisen zum Teil Zangenlöcher auf. Die Erdgeschossmauer ist von drei Schießscharten durchbrochen, das erste Stockwerk von vier. Durch die Öffnungen konnte mit Hakenbüchsen und kleinen Geschützen geschossen werden. Die Dachplattform war breit genug, Feldschlangen aufzustellen, deren längere Rohre die Zielgenauigkeit erhöhten.
Nördlich des Turms finden sich die Reste einer Ringmauer, die ihn früher umgab, unmittelbar nordöstlich liegt ein verfüllter Brunnen.
Durch einen verborgenen Gang soll Klein-Frankreich mit der Hauptburg Berwartstein verbunden gewesen sein. Diese Spekulation ist unbelegt; sie entstand vermutlich, weil nahe dem Vorwerk Reste eines mit Steinplatten abgedeckten und mit Erde und Bepflanzung kaschierten Grabens gefunden wurden; er ist fast durchweg eingestürzt.

## Geschichte

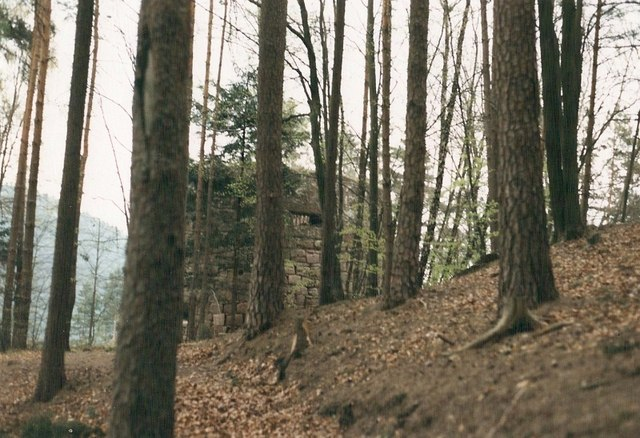
Burg Klein-Frankreich aus der Froschperspektive

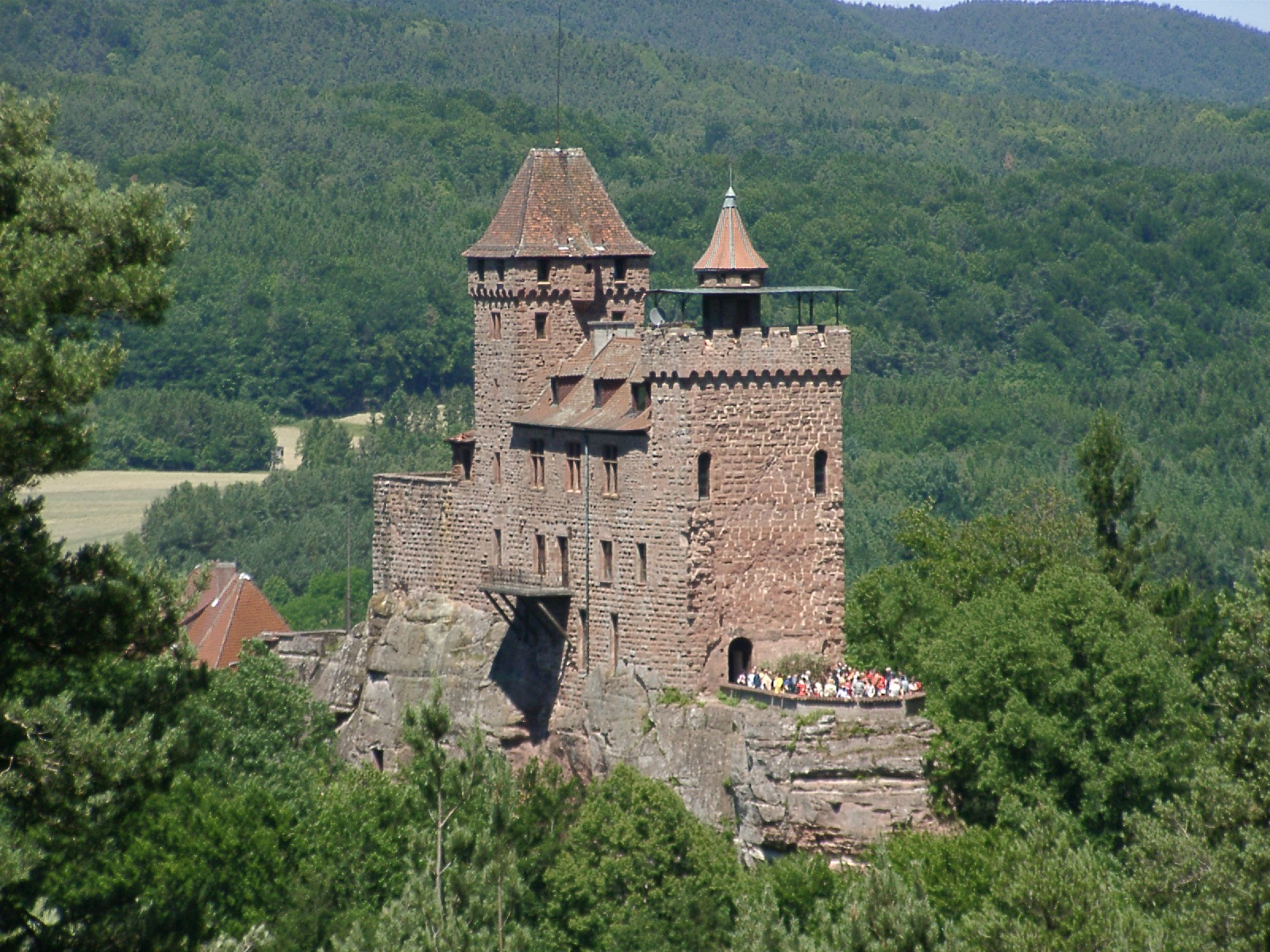
Die Hauptburg Berwartstein von Klein-Frankreich aus

Wie Klein-Frankreich zu seinem ungewöhnlichen Namen kam, ist bis heute ungeklärt; allerdings liegt es vom Berwartstein aus in Blickrichtung Frankreich, dessen heutige Grenze nur 7 km entfernt ist. 1511 wurde es urkundlich als Thurm Frankreich erwähnt.
Es wurde 1484 durch den Ritter Hans von Trotha, später im Volksmund oft auch als Hans Trapp bezeichnet, als Außenposten des Berwartsteins errichtet. Als Vorwerk diente es dazu, das „Leichenfeld“ aus Norden (Berwartstein) und Süden (Klein-Frankreich) von zwei Seiten unter Feuer zu nehmen. Der Bergsattel mit dem bezeichnenden Namen war die einzige Stelle, an der die damaligen Belagerungskanonen nahe genug am Berwartstein aufgestellt werden konnten. Tatsächlich wurde der Berwartstein bis zum Jahre 1591, als er nach einem Blitzschlag ausbrannte und für drei Jahrhunderte unbewohnbar wurde, trotz diverser Versuche niemals wieder erobert; dies dürfte auch auf die Existenz der Hilfsburg zurückzuführen sein.
Nachdem die Hauptburg schon jahrzehntelang verlassen war, wurde das Vorwerk im 17. Jahrhundert, entweder im Dreißigjährigen Krieg oder im Pfälzischen Erbfolgekrieg, erheblich beschädigt und verkam zur Ruine. Mit der Restaurierung der Überreste wurde im Jahr 2005 begonnen.